# Aprostocetus zoilus
Aprostocetus zoilus är en stekelart som först beskrevs av Walker 1839.  Aprostocetus zoilus ingår i släktet Aprostocetus och familjen finglanssteklar. Arten är reproducerande i Sverige. Inga underarter finns listade.